# Jacqueline Berenstein-Wavre
Jacqueline Berenstein-Wavre, née le 26 décembre 1921 à Pechelbronn (Alsace, France) de parents neuchâtelois (Suisse), morte le 22 janvier 2021, est une politicienne socialiste qui a fait toute sa carrière politique à Genève (Suisse), en se battant pour les droits des femmes, pour la revalorisation du travail domestique et pour la mémoire ouvrière.

## Biographie
Jacqueline Wavre est la cadette des quatre enfants de Robert Wavre, ingénieur, et d'Esther, née de Montmollin, infirmière. Après une enfance en Alsace et une adolescence vécue sur fond de Seconde Guerre mondiale, entre Neuchâtel (Suisse) et Le Chambon-sur-Lignon (France), elle fait ses études à Genève (diplôme à l'Institut d'études sociales, puis licence ès sciences sociales à l'Université). Elle travaille comme formatrice des apprenties vendeuses au Grand Passage, puis comme ouvrière non spécialisée en 1945 à l'usine Tavaro qui fabrique les machines à coudre de marque Elna. Elle enseigne ensuite dans diverses écoles, se préoccupant en particulier de l'information professionnelle.
Jacqueline Berenstein-Wavre a consacré toute sa vie à faire évoluer la cause des femmes. Elle adhère en 1950 au Parti socialiste et milite dès lors pour le suffrage féminin, essuyant plusieurs échecs jusqu'à ce que les Genevoises accèdent au droit de vote en 1960 (ce droit est acquis sur le plan suisse en 1971). De cette époque elle témoigne : « On nous appelait les suffragettes. Je défilais le dimanche devant le bureau de vote de la Servette avec un sparadrap sur la bouche ! ».
Elle fait partie des premières femmes à être élues au législatif de la Ville de Genève, en avril 1963. Elle est la première femme à présider le Conseil municipal de la Ville de Genève en 1968-1969, et y reste jusqu'en 1973, date à laquelle elle est élue au Grand Conseil du canton de Genève. Elle reste quatre législatures au législatif cantonal (1973-1989), qu'elle présidera en 1989.
En 1970, elle épouse le socialiste Alexandre Berenstein, professeur du droit du travail et des assurances sociales à l'Université de Genève et juge au Tribunal fédéral (Lausanne). Ensemble, ils lancent l'initiative fédérale demandant l'inscription de l'égalité des droits entre hommes et femmes dans la Constitution suisse, acceptée par le peuple en juin 1981 (initiative retirée au profit d'un contre-projet direct).
Au niveau suisse, Jacqueline Berenstein-Wavre préside l'Alliance de société féminines suisses (ASF) de 1975 à 1980 et fait partie de la Commission fédérale pour les questions féminines. Un autre de ses combats politiques a été la revalorisation du travail familial, notamment avec la création du Syndicat des personnes actives au foyer (SPAF) et celle d'un certificat fédéral de capacité (CFC) de gestionnaires en économie familiale.
Depuis 1957 jusqu'à novembre 2012, elle participe à toutes les mues du journal féministe suisse créé par Émilie Gourd en 1912 sous le titre Le Mouvement féministe (transformé en Femmes suisses, puis en l'émiliE). En 1977, elle décide de créer un agenda spécialement destiné aux femmes suisses, bilingue français-allemand, l'Agenda des femmes - der Frauen. En 1984, elle crée et préside la Fondation Émilie Gourd, qui a pour but d'encourager et de développer l'information sur les questions féminines et féministes en Suisse romande.
1996-2006 elle co-préside l'Association Suisses et Internationaux de Genève", qui entre autres a milité pour l'entrée de la Suisse dans les Nations unies. Le co-president pour les internationaux était l'ancien haut fonctionnaire des Nations unies, Alfred de Zayas.
Jacqueline Berenstein-Wavre est encore membre active d'associations pour la paix (Femmes pour la paix, à Genève), présidente du comité d'honneur de l’Institut international de recherches pour la paix à Genève (GIPRI), et présidente de la Fondation du Collège du travail (1984-1998).

## Publications
- Ménagère aujourd'hui, éd. Femmes suisses, 1974. Enquête réalisée auprès de 1300 ménagères romandes sur leur budget temps-ménage
- avec Fabienne Bouvier et Martine Ouaknine-Berset, La maison des compétences pour la gestion de l'entreprise familiale, éd. Syndicat des personnes actives au foyer (SPAF), 2004  (ISBN 2832102190)
- La Maison des compétences : ce qu'on apprend en gérant une maison familiale, Slatkine, 2005, réédition du précédent (édition suisse alémanique 2005)
- Le Bâton dans la fourmilière : une vie pour plus d'égalité, entretiens avec Fabienne Bouvier, éd. Metropolis, 2005  (ISBN 2883401578) [présentation en ligne]
- Martine Chaponnière, Silvia Ricci Lempen, Tu vois le genre ? Débats féministes contemporains, préface Jacqueline Berenstein-Wavre, Éditions d'en bas, 2012, 204 p.  (ISBN 9782829004391)